# ピサ大聖堂
ピサ大聖堂（ぴさだいせいどう）は、イタリア・トスカーナ州、ピサに位置する「ピサのドゥオモ広場」に建てられた、ロマネスク時代を代表する建築物の一つである。ドゥオモ広場はピサのアルノ川の河畔に位置する広場で、1987年にユネスコ世界遺産（文化遺産）に登録されている。広場には大聖堂の他に、洗礼堂や墓所回廊、そして傾きで有名な鐘塔（通称：ピサの斜塔）があり、これら複数の建築物が集合体として全体的に統一された外観を呈していることから、通称「奇跡の広場」（Campo dei Miracoli）とも呼ばれている。
大聖堂の建設作業には多くの芸術家と建築家が携わり、1063年から1118年および1261年から1272年と2回に分けて長期にわたり建設された。大聖堂の建築には様々な建築技術や装飾手法が施されており、大聖堂を象徴する十字架型平面形は、合理主義の傑作とも言われている。

## 歴史
11世紀、イタリア中部のトスカーナ地方が市民による自治都市の時代になると、当時交通の要所に位置した公益共和国の都市であるピサは、ルッカ、フィレンツェとともに繁栄し、トスカーナ地方で勢力を誇った。同時に、この時代の各地にはキリスト教信仰の中心地が確立し、その富と権勢の大きさを表す手段としてピサ大聖堂が作られるようになった。
大聖堂は1064年、都市国家であるピサがイスラム軍と地中海貿易の覇権をアラブ勢力と争い大勝した「パレルモ沖海戦」を記念して起工された。ギリシア人ブスケット（Buscheto）の設計、指導の下に着工が行われ、12世紀にライナールド（Rainaldo）がファサードを完成させた。大聖堂の建設にかかった期間は1064年から1118年と約半世紀にもわたるとされる。それから34年後の1152年には洗礼堂が、さらにその19年後の1173年には鐘塔が、大聖堂の周りに建設され始めた。それぞれの建築物は14世紀後半に完成され、現在のドゥオモ広場が生まれた。

## 特徴

### 建築様式：ロマネスク建築
ロマネスク建築といいつつ、当時のイタリアの建築物はローマ時代の建築様式を取り入れたりもしている。イタリアには、ローマ時代の建築の廃墟があちこちに残っており、そこから建築資材と様式上のヒントを得ていた。またビザンティン文化の影響を受けて中世の建築様式のきっかけをも生み出し、様々な時代の建築様式が融合しているといえる。

### 建築

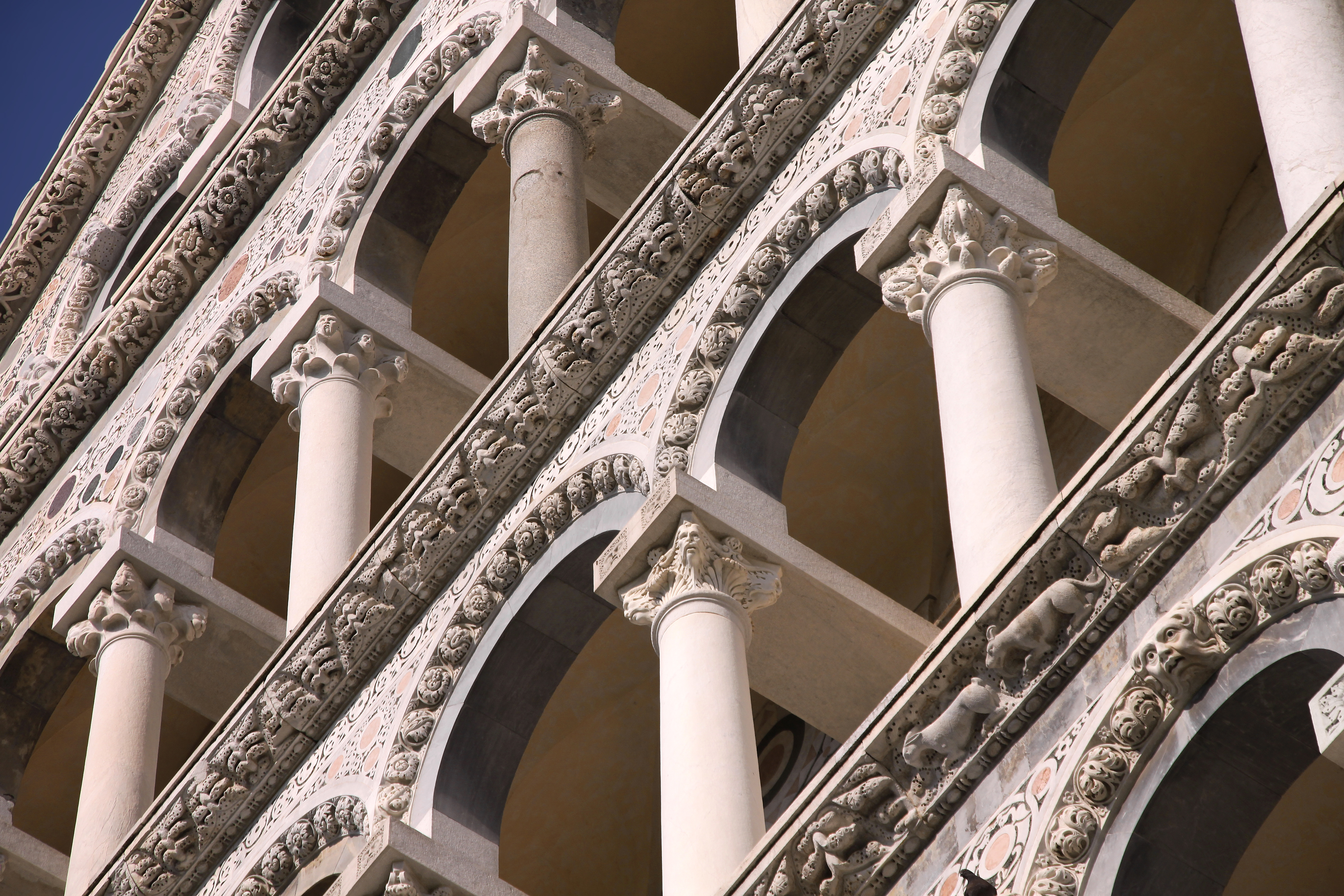
ファサードのアーチ

バシリカ式（十字架型平面形）
4世紀に造られはじめた初期キリスト教会の形式を受け継いでいる。単純な長方形を基礎とし、身廊と側廊を持ち、そこに直角に張り出す翼廊を加えて、十字架型を形づくるものである。ラテン十字形の平面形体に設計された大聖堂は、合理主義の傑作とも言われている。身廊は五廊式で翼廊は三廊式。交差部には楕円形のドームがあり、八角形のティーブリオに覆われている。
ドーム（中央の塔）
レンガと石で造られたドームは、フィレンツェの洗礼堂と同時期の1090年に建立された。十字架の交差部分は、当初、上まで外側に囲まれた塔であったが、現在は外壁がなく、石造のドームがむき出しになっている。これはフィレンツェに代表される14世紀トスカーナ地方の教会様式を取り入れたものである。ドームを取り巻くアーケードは、1383年に完成したものである。
洗礼堂

洗礼堂は白大理石で造られ、直径約35m、高さは54.85mである。1152年にディオティサルヴィの設計によって建設が始まった。完成までに200年かかったとされる。建物の下部は列柱とアーチによるロマネスク様式が採用され、上部は尖塔を有するゴシック様式となっているが、これは建築中にニコラ・ピサーノとジョヴァンニ・ピサーノの親子によってゴシック様式が取り入れられたためである。長い反響音を持つことで知られており、職員による声楽デモンストレーションが1時間に2回行われている。

### 建築技術
石造ヴォールト
石造ヴォールト技術が発展することで、身廊や側廊の窓を大きくすることができた。
列柱廊
列柱廊を用いることで、壁の外側の厚さを減らすことに役立っている。石堂ヴォールトの建築技術の向上と、壁面の列柱廊の使用法の発達は、採光と装飾の上での工夫に利用されている。この方向を極めたのが、後のヨーロッパ・ゴシック建築である。
アーチと柱
ファザード外側に浮き上がるアーチと柱は、これを単純に繰り返し並べることで壁にかかる荷重を軽減する。この方針は、後のゴシック時代の建築を特徴づける手法となる。正面下部、側面と開口部のないアーチが連続し、ファザード上部は4層の開廊が飾る。この開廊はピーサ・ルッカ様式の大きな特徴の一つとされる。

### 装飾

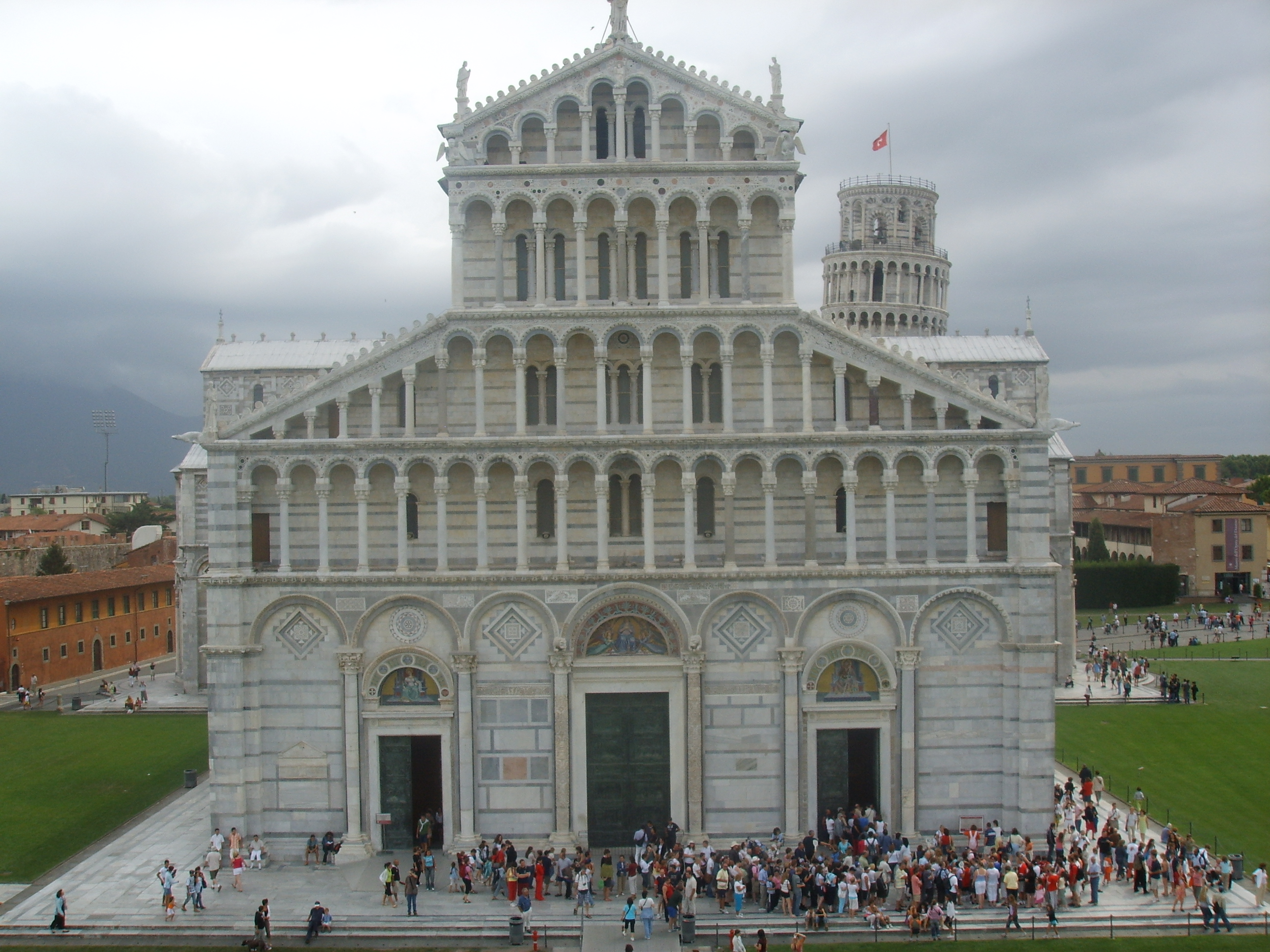
ファサード（西正面）

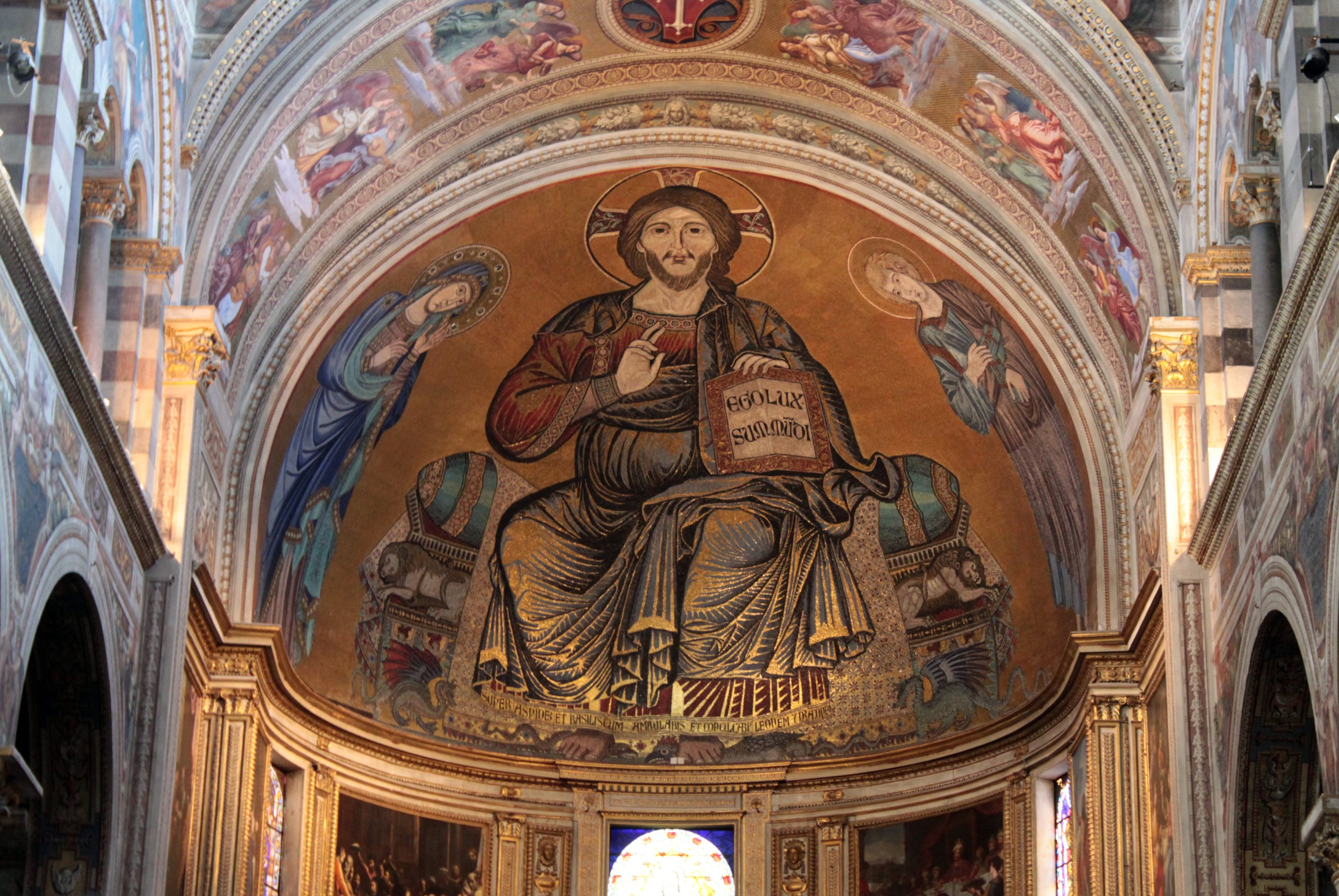
後陣のモザイク

大理石パネル
さまざまな色の大理石のパネルを組み合わせた装飾が、ファサードを特徴づけている。コリント式柱頭を取り入れるなど、古典古代建築を模しているが、細部が粗い一方、装飾は豊かさで、古典様式の印象が薄められている。
アーケード
外側アーケードのアーチと柱は、ロマネスク様式の古典的ファサードとして発達した、装飾的な手法である。
大理石の帯
大聖堂の外側は色の違う大理石を交互に使い、水平の縞模様になっている。これは中央イタリアの建築物に特有の装飾である。重なり合った帯状模様は一階部分のブラインド・アーケードと美しく対照的で、ブラインド・アーケードの石柱が半円アーチを支えている部分は、リズムを感じさせるのが特徴である。
妻壁
妻壁にリズミカルに並んだ柱の列と、何色もの大理石を使った装飾は、ピサ大聖堂に独特な個性を与えている。
身廊
身廊の両脇には、宗教的な絵画や像が飾られ、聖人に捧げる祭室などが設けられている側廊が付属する。このような配置は、石造ヴォールトと身廊の壁を支える列柱によって可能となった。
後陣
後陣の半円蓋はモザイクで装飾されている。これは13世紀初頭の製作である。